# Phare de Lindesnes
Le phare de Lindesnes est un phare dans la municipalité de Lindesnes en Norvège. C'est le plus ancien du pays. Il est situé sur la pointe la plus au sud de Norvège, la péninsule Neset.

## Historique
Le phare a été construit pour la première fois en 1656, et au fil des siècles, plusieurs autres ont été construits pour remplacer les plus anciens. En 1822, le phare est réaménagé avec une lampe à charbon, et en 1854, une nouvelle lampe est installée avec la lentille actuelle. La tour en fonte actuelle a été érigée en 1915 et équipée de l'ancienne lentille de Fresnel. En 1920, la station phare reçoit son premier signal de brume, une sirène. Le signal de brume et ses machines sont placés dans un bâtiment à côté de la tour.
Pendant la Seconde Guerre mondiale, le phare a été repris par les Allemands. Étant un point de surveillance important, les Allemands ont construit une petite forteresse avec quatre canons et, après un certain temps, une antenne radar. Les traces de la Seconde Guerre mondiale sont encore visibles sous forme de tranchées, de tunnels et d'autres fortifications.
Dans les années 1950, la station phare est électrifiée et le signal de brume est remplacé par un puissant Diaphone. Le signal de brume a été fermé comme aide à la navigation en 1988, mais il est toujours opérationnel et est utilisé lors d'occasions spéciales.
Le phare a été choisi comme site du millénaire pour le comté de Vest-Agder.

## Musée
Le phare de Lindesnes appartient à l'administration côtière norvégienne et est toujours actif. C'est aussi un musée, géré par la Lindesnes Lighthouse Museum Foundation à but non lucratif. En plus des bâtiments appartenant au phare, des chalets du gardien, des hangars et des hangars à bateaux, le phare de Lindesnes possède également un centre d'accueil à l'intérieur de la montagne voisine avec des expositions, une salle de cinéma et une cafétéria. Il y a aussi une boutique du musée.
Le musée du phare de Lindesnes fait partie des musées nationaux des infrastructures côtières, Kystmusea, avec le phare de Tungenes à l'extérieur de Stavanger, le musée du phare de Dalsfjord à Sunnmøre et le musée des Lofoten à Kabelvåg. Kystmusea coopère étroitement avec l'administration côtière norvégienne.

## Galerie

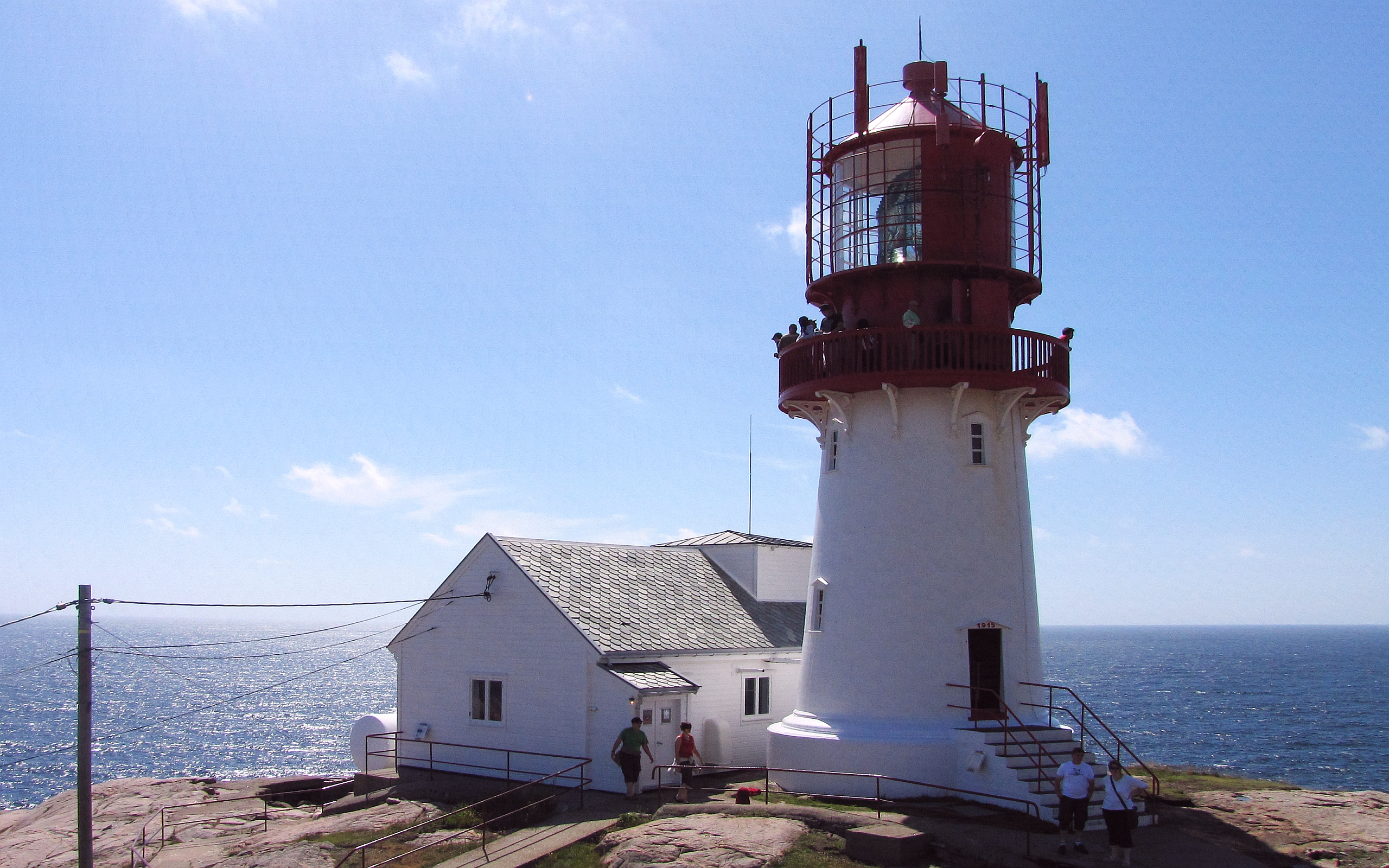
Le phare de 1915 depuis l'est
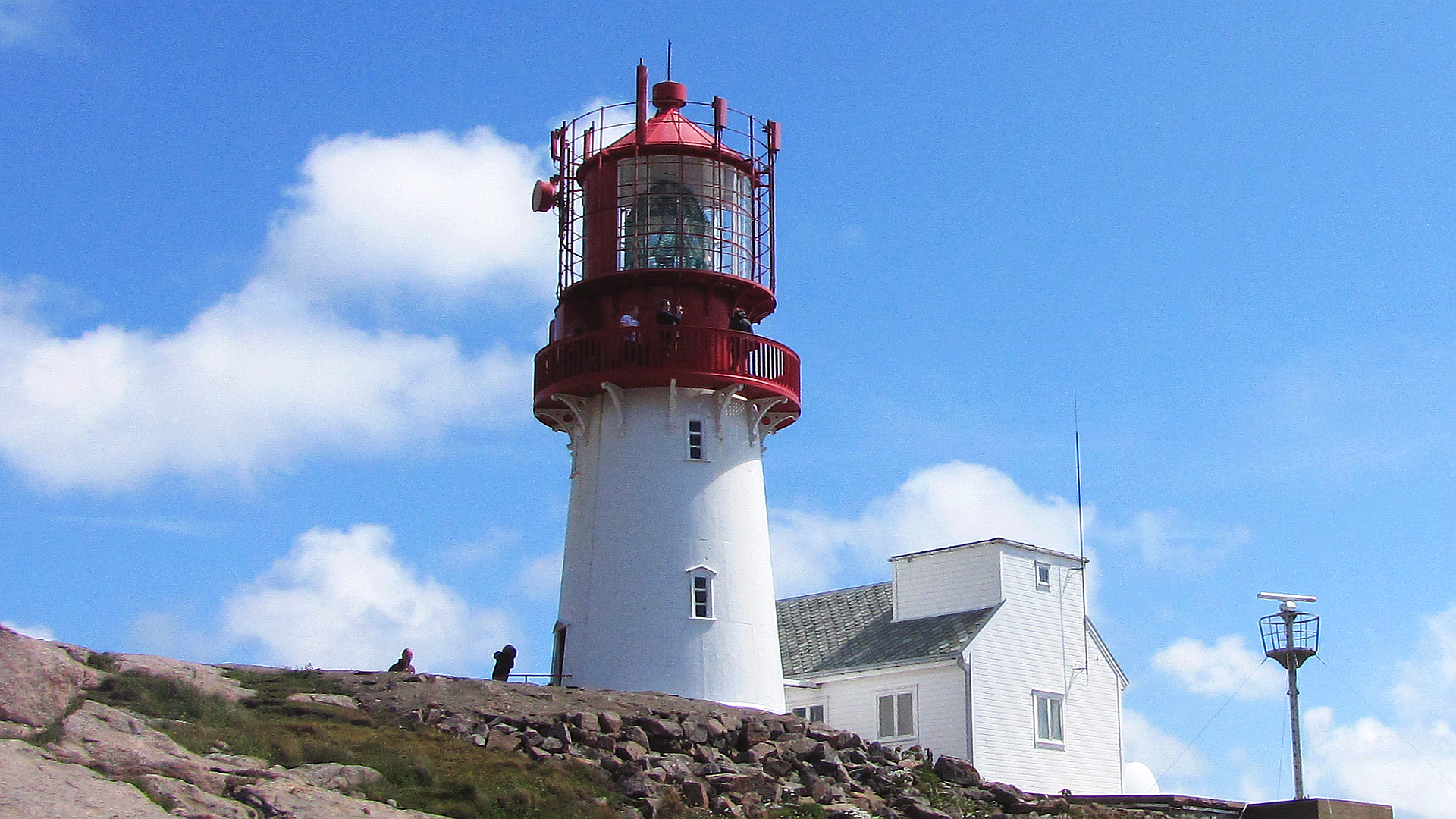
Lindesnes Fyr de l'ouest, un phare en fonte
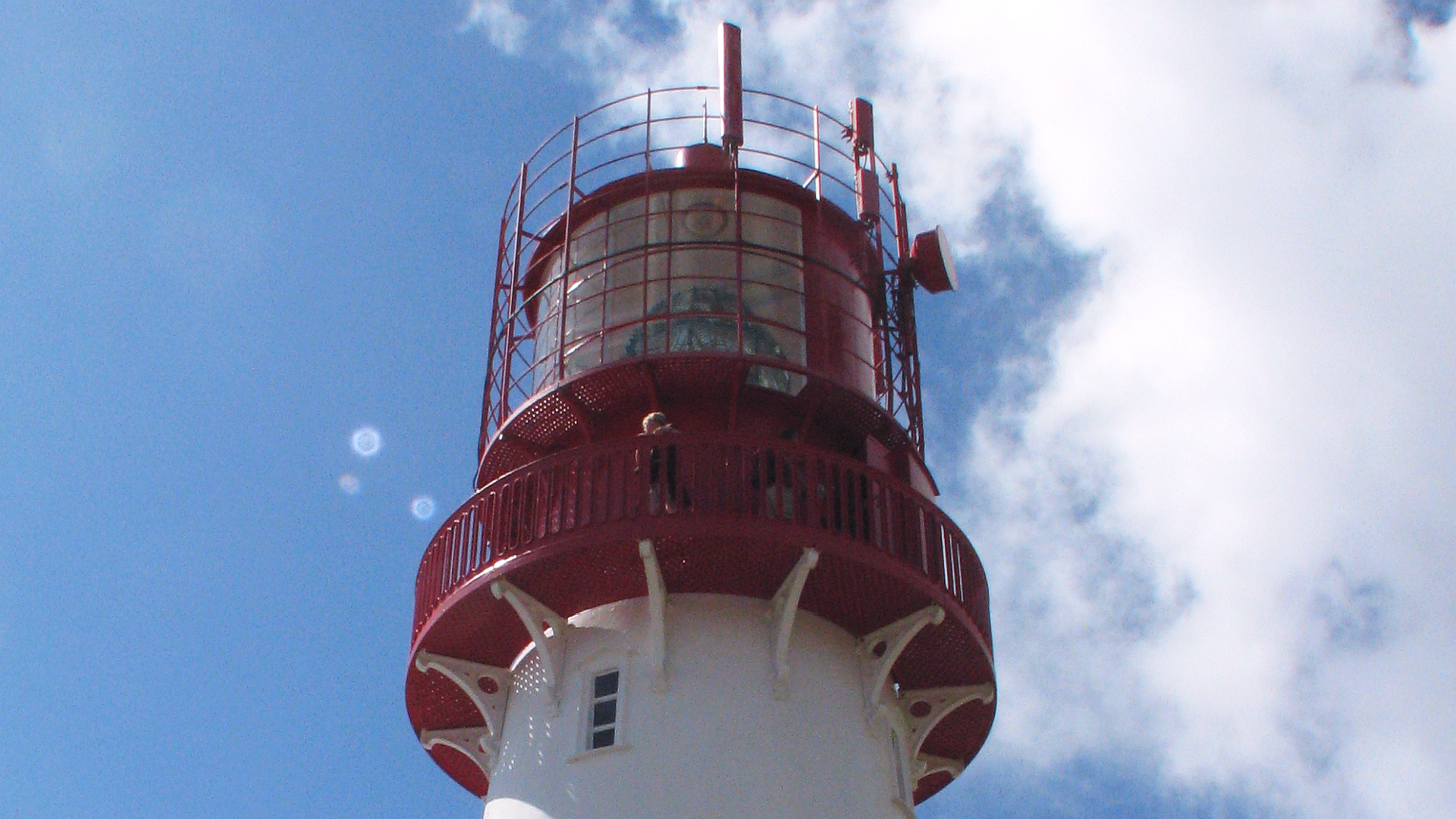
La lanterne du phare à 50 mètres d'altitude
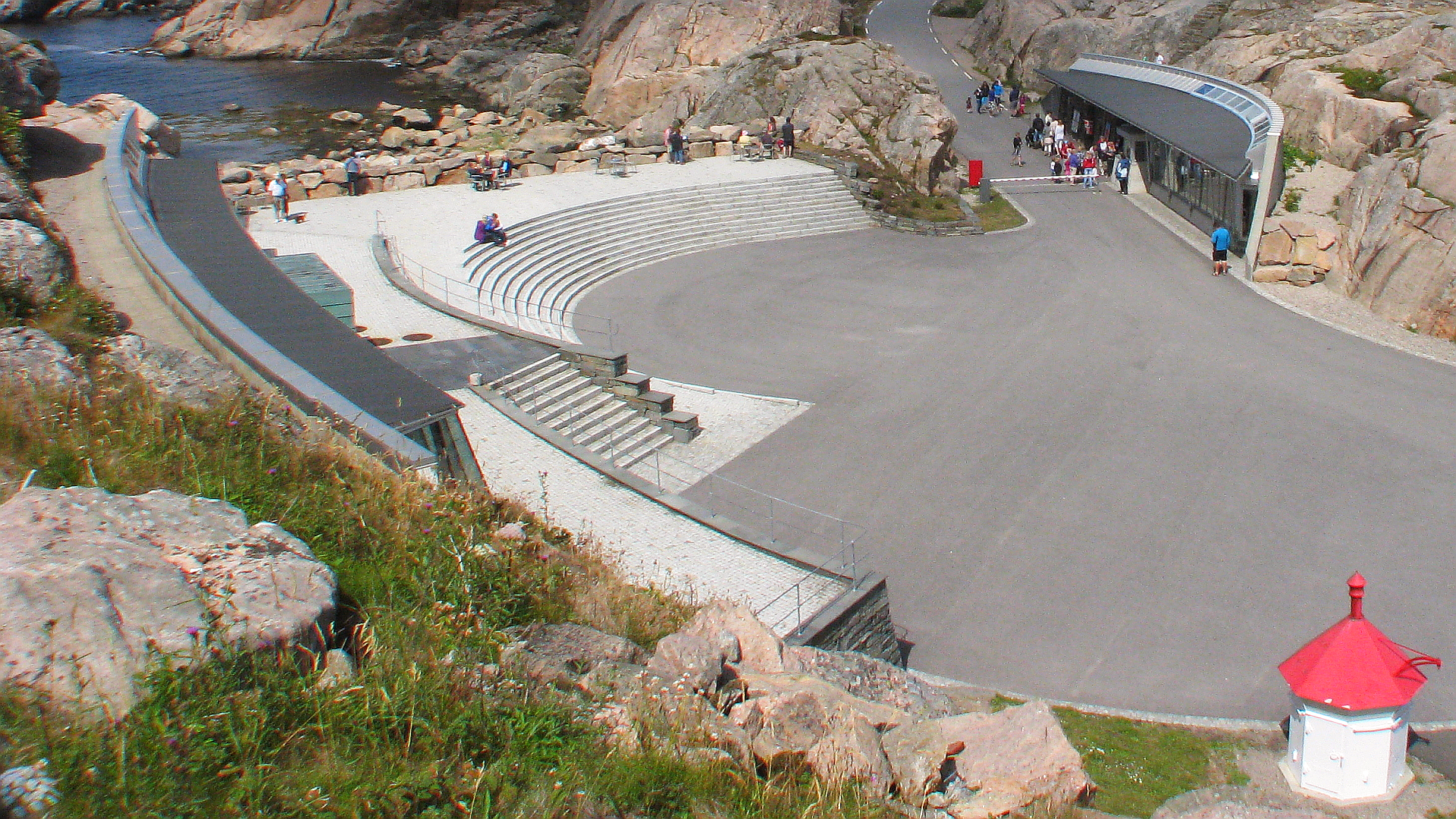
"Fjellhallen" et musée construit dans les rochers

### Lien connexe
- Liste des phares de Norvège